# Renault T
Renault T — магистральный крупнотоннажный грузовой автомобиль-автопоезд (седельный тягач с полуприцепом или бортовой грузовик с прицепом), производящийся французской компанией Renault Trucks с 2013 года. Пришёл на смену семейству Renault Magnum.
Седельный тягач, бортовой грузовик и шасси семейства имеют колёсную формулу 4х2, 6х2 и 6х4, полную массу 18-26 тонн и несколько вариантов колёсной базы. Имеет 11- или 13-литровый турбодизель R6 DTI 11 или DTI 13 мощностью 380/430/460 или 440/480/520 л.с стандарта Евро-6. Имеет автоматическую 12-ступенчатую коробку передач Optidriver+. Передняя подвеска — на параболических рессорах или пневмобаллонах, задняя — пневматическая, c электронным управлением ECS. Дисковые тормоза всех колёс управляются системой Full EBS с АБС и курсовой устойчивостью ESP.
Расположенная над двигателем стильная кабина спортивно-аэродинамического вида имеет 4 варианта («дневная», «дневная и ночная», «спальная», «высокоспальная») внешней/внутренней высотой до 2,5/1,9 м.